# Heterischnus coloradensis
Heterischnus coloradensis là một loài tò vò trong họ Ichneumonidae.